# Ophiothauma
Ophiothauma is een geslacht van slangsterren uit de familie Ophiohelidae.

## Soorten
- Ophiothauma heptactis H.L. Clark, 1938